# Séamus Bourke
Séamus Aloysius Bourke (auch: Burke, irisch Séamus de Burca, * 14. Juni 1893; † 1. Januar 1967) war ein irischer Politiker der Sinn Féin, Cumann na nGaedheal sowie der Fine Gael.

## Biografie
Nach dem Schulbesuch studierte er Rechtswissenschaft und war nach Abschluss des Studiums als Barrister-at-Law tätig.
1919 begann er seine nationale politische Laufbahn als Kandidat der Sinn Féin mit der Wahl zum Abgeordneten (Teachta Dála) des Unterhauses (Dáil Éireann), in dem er zunächst bis 1923 die Interessen des Wahlkreises Tipperary Mid bzw. Tipperary Mid, North and South vertrat. Dabei gehörte er zuletzt innerhalb der aufgrund des Anglo-Irischen Vertrages gespaltenen Sinn Féin neben Arthur Griffith zu den Unterstützern dieses Vertrages (Pro-Treaty).
1923 erfolgte seine Wahl zum Unterhausabgeordneten für die Cumann na nGaedheal, für die er bis 1933 den Wahlkreis Tipperary  vertrat. Am 15. Oktober 1923 wurde er von William Thomas Cosgrave zum Minister für Lokalverwaltung und öffentliche Gesundheit ernannt, gehörte als solcher allerdings nicht dem Exekutivrat des Irischen Freistaates an.
Im Anschluss daran wurde er am 24. Juni 1927 Parlamentarischer Sekretär beim Finanzminister und bekleidete diese Position mit Ausnahme kurzer Unterbrechungen bis zum 9. März 1932.
Zwischen 1933 und 1938 war er für die Fine Gael Abgeordneter des Unterhauses und vertrat wiederum den Wahlkreis Tipperary. Bei den Unterhauswahlen 1938 erlitt er eine Niederlage und zog sich nach seinem Ausscheiden aus dem Dáil sowie einer erneuten Niederlage bei den Wahlen 1943 aus der Politik zurück.